# Богиня Мінерва в оточенні Математики і Геометрії
Богиня Мінерва в оточенні Математики і Геометрії  — фреска, створена 1551 року для декрування зали палацу Соранці.

## Історія
Талановитий архітектор Мікеле Санмікелі був тісно пов'язаний з містами Верона, Венеція та Рим. Папи римські та уряд Венеції використовували його як військового інженера та фортифікатора. Але він створював проєкти і світських споруд-палаців для італійських аристократів. Так, Мікеле Санмікелі створив проект палацу для венеційського магната П'єро Соранцо, а декорувати палац запросив відомих майстрів фрескового живопису Паоло Веронезе, Джованні Баттіста Зелотті, Ансельмо Канера та Бернардино Індія.
Фрески були створені в парадній залі, в чотирьох бічних кімнатах та в атріумі.
1817 року палац був поруйнований за наказом його останнього володаря Франчесо Марія Барбаро. Залишки фресок були настільки майстерними, що граф Філіппо Бальбі, що був пристрасним художником-аматором і хіміком-інженером, перед руйнацією споруди познімав фрески зі стін. Філіппо Бальбі частку фресок передав у собор Кастельфранко, частку продав англійцям, частку — приватним особам з грошима. Тобто, комплекс фресок був розрізнений і перейшов у різні колекції. Точна кількість знятих зі стін фрагментів невідома, як і не досить відомо, хто з художників виконав певні фрески. Кількість знятих фрагментів називають у проміжку від 108 до 156.

## Опис твору
На світлоу тлі сидять три ошатно одягнені жінки. Жінка посередині головує за значенням, а її одяг відрізняється як святковими кольорами, так і коштовними оздобами. На голові жінки парадний шолом, а в руці — меч. За атрибутами вона не стільки Беллона (богиня війни), скільки Мінерва — римська богиня мудрості. Жінки, що її оточують — алегорії Математики та Геометрії. Їх одяг світло-сірий з небагатьма кольоровими акцентами. В руці Математики — абака, старовинний пристрій для лічби. Тлумачення напису привело до теорії, що в ній закодовані важливі для замовника роки. Так, рік 1523 збігався з роком весілля аристократа, а другий — збігався з роком віку Паоло Веренезе, коли той працював над фрескою.

## Побутування твору
Велика за розмірами фреска була внесена 1826 року в каталог Maddox Street Gallery в місті Лондон. Каталог надав їй назву «Беллона» роботи Паоло Веронезе з палацу Соранці. В Лондоні опинилась і більша частина фресок, знятих зі стін палацу Соранці. Відомо, що в 20 столітті фреска щонаменше тричі була продана на аукціонах. 2002 року фреска була придбана в регіоні Венето. Її передали для експонування у палаццо Бальбі, Венеція.